# Katastrofa lotu Varig 820
Katastrofa lotu Varig 820 miała miejsce 11 lipca 1973 roku kiedy samolot rejsowy Boeing 707, linii lotniczych Varig lecący na trasie Rio de Janeiro - Paryż rozbił się niedaleko podparyskiego lotniska Orly, w miejscowości Saulx-les-Chartreux. W wyniku katastrofy zginęły 123 osoby, a 11 osób, które przeżyły katastrofę, odniosło poważne obrażenia.
Przyczyną katastrofy był pożar, który wybuchł w tylnej toalecie. Załoga nie była w stanie ugasić pożaru, z powodu niezlokalizowania jego miejsca oraz przyczyn. W wyniku przedostania się dymu do pasażerskiej części samolotu, większość pasażerów zmarła przez zaczadzenie. Załoga nałożyła maski tlenowe, ale dym przedostający się do kokpitu spowodował, że piloci nie widzieli przyrządów i nie byli w stanie dolecieć do lotniska.
Samolot został sprowadzony na ziemię około 5 kilometrów od pasa startowego lotniska Orly. Katastrofę przeżył jeden pasażer oraz 10 członków załogi, którzy zdołali wydostać się przez jedno z wyjść ewakuacyjnych. 
Przyczyną wypadku ustaloną przez niezależną komisję wypadkową był pożar w tylnej toalecie wywołany prawdopodobnie niedogaszonym papierosem wrzuconym do kosza.